# Fernando González (piłkarz)
Fernando Rubén „Oso” González Pineda (ur. 27 stycznia 1994 w mieście Meksyk) – meksykański piłkarz występujący na pozycji defensywnego pomocnika, od 2022 roku zawodnik Guadalajary.